# Paul Behrend

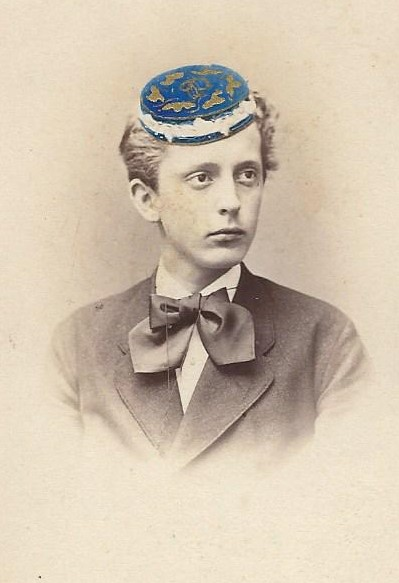
Behrend als Student in Heidelberg, 1872

Paul (Gerhard) Behrend (* 24. Mai 1853 in Jäschkenthal bei Danzig; † 2. April 1905 in Danzig-Langfuhr) war ein deutscher Agrikulturchemiker.  

## Leben
Behrend, Sohn eines Großkaufmanns, studierte Chemie zunächst an der Universität Heidelberg, wo er sich 1872 dem Corps Rhenania anschloss. Er beendete sein Studium in Leipzig, wo er 1876 zum Dr. phil. promoviert wurde. Anschließend ging er nach Halle (Saale) und wurde Assistent an der von Max Maercker geleiteten Agrikulturchemischen Versuchsstation des Landwirtschaftlichen Zentralvereins der Provinz Sachsen.
Mit einem Stipendium der Friedrich-Wilhelm-Victoria-Stiftung unternahm Behrend 1879 eine Studienreise an die Rothamsted Experimental Station, um die dort seit 1843 von John Bennet Lawes und Joseph Henry Gilbert durchgeführten Dauerdüngungsversuche kennenzulernen. Sein ausführlicher Bericht darüber, den er 1881 in den „Landwirthschaftlichen Jahrbüchern“ veröffentlichte und der im gleichen Jahr als Buch erschien, gehört zu den besten deutschsprachigen Arbeiten über diese weltberühmten Feldversuche. Teile dieses Berichtes verwandte Behrend für seine Habilitationsschrift, mit der er 1881 an der Universität Halle die Venia legendi für das Fachgebiet Agrikulturchemie erhielt.
1882 folgte er einem Ruf als ordentlicher Professor für Technologie und Chemie an die Landwirtschaftlichen Akademie Hohenheim. Hier beschäftigte er sich vorwiegend mit der Chemie des Obstweins und schrieb ein Lehrbuch für den praktischen Brennereibetrieb. 1904, kurz vor seinem frühzeitigen Tode, übernahm er eine ordentliche Professur für Nahrungsmittelchemie und landwirtschaftliche Gewerbe an der Technischen Hochschule Danzig. Behrend gehört zu den herausragenden Schülern Max Maerckers, dessen Lebenswerk er 1902 in einem ausführlichen Beitrag gewürdigt hat.

## Schriften (Auswahl)
- Studien über die Einwirkung der wichtigsten Pflanzennährstoffe auf das Leben einiger Culturpflanzen nach Versuchen von Lawes und Gilbert in England. Habil. Schr. Universität Halle -Wittenberg 1881.
- Kurzgefaßte Anleitung zum praktischen Brennereibetrieb. Verlag Eugen Ulmer, Stuttgart 1885; 2. Aufl. ebd. 1900.
- Max Maercker †. Ein Rückblick. Verlagsbuchhandlung Paul Parey, Berlin 1902. Zugl. In: Landwirtschaftliche Jahrbücher. Bd. 31, 1902, S. 1–54.